# Diabolik - Ginko all'attacco!
Diabolik - Ginko all'attacco! è un film del 2022 diretto da Manetti Bros.
La pellicola, con protagonista Giacomo Gianniotti, è il seguito di Diabolik del 2021, nonché adattamento cinematografico del sedicesimo albo dell'omonimo fumetto creato da Angela e Luciana Giussani Ginko all'attacco.
Il film è stato dedicato a Michelangelo La Neve che ha collaborato alla sceneggiatura, scomparso agli inizi del 2022.

## Trama
Diabolik ruba la preziosissima corona di Armen. Pochi mesi dopo, i restanti gioielli della collezione vengono indossati dalle ballerine del Balletto Smeraldo per uno spettacolo esclusivo, ma Diabolik riesce a rubare anche quelli rapendo le ragazze. In realtà questo era un piano dell'ispettore Ginko, che ha reso i gioielli radioattivi immergendoli in una speciale vernice; grazie a un contatore geiger, l'ispettore riesce a localizzare il rifugio del Re del Terrore. Sorpresi dal loro nemico, Diabolik ed Eva Kant sono costretti a fuggire lasciandosi dietro tutta la refurtiva proveniente dai loro colpi. Durante la corsa Eva si ferisce e Diabolik la abbandona al suo destino: la ladra riesce a scappare tuffandosi in un fiume.
Nel rifugio, Ginko trova i progetti che lo portano a localizzare la base operativa di Diabolik, dove questi organizza i suoi colpi e prepara le sue celebri maschere; inizia perciò a organizzare un piano per catturare il ladro, trascurando così la donna che ama, la duchessa Altea di Vallenberg. La nobildonna è giunta a Clerville per partecipare a un grande ballo, durante il quale indosserà la celeberrima Collana del Grifone Nero: Ginko aveva promesso di farle da guardia del corpo, approfittandone per stare con lei (i due non possono rendere pubblica la loro relazione per via della disparità di ceto sociale); l'ispettore preferisce però concentrarsi sulla cattura di Diabolik. Diabolik tenta un primo assalto alla centrale operativa, che viene sventato dagli uomini di Ginko: durante l'attacco l'agente Roller viene tramortito dal criminale, che prima dell'irruzione dei poliziotti riesce a riprendersi il macchinario per realizzare le maschere.
Inaspettatamente Ginko riceve una telefonata di Eva Kant, la quale desidera vendicarsi per essere stata abbandonata dal suo amato e promette a Ginko di rivelare i suoi piani per reimpossessarsi del bottino perduto durante il trasporto fuori dal covo. Anche il tentativo di catturare la donna va in fumo a causa del comportamento di Roller, che oltre a venir messo al tappeto toglie a Eva il bracciale radioattivo, rendendo impossibile la sua localizzazione. L'agente viene quindi degradato e mandato a catalogare la refurtiva nel covo di Diabolik insieme all'agente semplice Elena Vanel.
Ginko decide di prestare fede alle parole di Eva Kant, ma organizza comunque un finto trasporto del bottino nel caso le sue indicazioni siano una trappola: per ingannare Diabolik, dal rifugio partirà un blindato vuoto, mentre la refurtiva sarà collocata su un furgoncino anonimo. Per effettuare il vero trasporto si offre volontario Roller, desideroso di riscattarsi dopo i due fiaschi. Elena Vanel, innamoratasi di lui, si nasconde nel furgoncino allo scopo di non lasciarlo solo in missione.
Il trasporto ha luogo, ma Ginko e i suoi uomini cadono presto in un tranello; nel frattempo il furgoncino guidato da Roller scompare nel nulla. L'agente era infatti Diabolik, sostituitosi a lui durante l'assalto alla centrale operativa: il criminale si ricongiunge inoltre con Eva. L'intera vicenda non era che un piano orchestrato dai due per sfuggire a Ginko e successivamente recuperare il bottino: i due avevano solo finto di separarsi durante la fuga, poi Diabolik aveva preso il posto di Roller nell'attacco alla centrale operativa; Eva aveva finto di tradire Diabolik che, nei panni di Roller, l'aveva aiutata a scappare e liberarsi del bracciale radioattivo. Così facendo Diabolik aveva potuto prevenire la trappola di Ginko; nel frattempo Eva, nei panni di una truccatrice, rubava la collana del Grifone Nero ad Altea. I due vengono però sorpresi da Elena Vanel, che ferisce Diabolik sparandogli; Eva la distrae, Diabolik ripresosi, riesce a neutralizzarla e i due scappano indisturbati.
Ginko comprende che la lotta con Diabolik non avrà mai fine e che avrebbe dovuto pensare a proteggere Altea; la duchessa, ferita da quanto accaduto, lo saluta prima di tornare nel Beglait, lasciando intendere che lo ha perdonato. Eva e Diabolik, portato a segno il loro sensazionale colpo, si godono una vacanza.

## Produzione
Nell'aprile 2021 la 01 Distribution ha annunciato la realizzazione di due seguiti di Diabolik. Il 4 luglio 2022 è stato annunciato il titolo del film Diabolik - Ginko all'attacco!.

### Cast
Nell'aprile 2022 è stato reso noto che Luca Marinelli non avrebbe più interpretato Diabolik, e che al suo posto ci sarebbe stato Giacomo Gianniotti. Nel luglio 2022 Monica Bellucci si è unita al gruppo di attori nel ruolo di Altea di Vallenberg.

### Riprese
Le riprese della pellicola, effettuate in contemporanea a quelle di Diabolik - Chi sei?, sono iniziate nell'ottobre 2021 e si sono concluse nel marzo 2022. Il film è stato girato tra Bologna, Milano, Roma e Trieste, trasformate nella città immaginaria di Ghenf, oltre che in altre località del Friuli-Venezia Giulia.

## Colonna sonora
Oltre alla colonna sonora realizzata da Pivio e Aldo De Scalzi che si ispira alle musiche realizzate dai Goblin per i film di Dario Argento, il film vede nei titoli di testa la partecipazione di Diodato che ha scritto appositamente per il film il tema principale Se mi vuoi che invece richiama espressamente temi bondiani.

## Promozione
Il poster del film è stato pubblicato il 4 luglio 2022, mentre il teaser trailer è stato diffuso online il 5 agosto 2022. Il trailer del film è stato diffuso il 25 ottobre.

## Distribuzione
Il film è stato distribuito nelle sale cinematografiche italiane il 17 novembre 2022.

## Accoglienza

### Incassi
Costato 15 milioni di euro circa, in Italia ha incassato 1200000 €, di cui 565092 € nel primo fine settimana.

## Sequel
Il seguito Diabolik - Chi sei?, capitolo finale della trilogia, è stato distribuito dal 30 novembre 2023.